# Monatsblätter der Gesellschaft für pommersche Geschichte und Altertumskunde

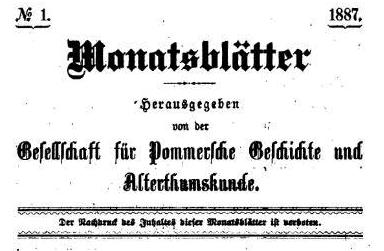
Titelseite der ersten Ausgabe

Die Monatsblätter der Gesellschaft für Pommersche Geschichte und Altertumskunde waren eine 1887 von der genannten Gesellschaft neu herausgegebene Zeitschrift. Erster Redakteur war Martin Wehrmann. Verlage waren die Stettiner Firmen F. Hessenland, ab 1896 Herrcke und Lebeling und ab 1915 Léon Saunier. Ende 1942 wurde die Zeitschrift kriegsbedingt eingestellt.
In der ersten Ausgabe wurden die Ziele der Publikation so beschrieben: „Schon lange ist es […] unser Wunsch gewesen, ein Organ zu schaffen, durch das wir nicht nur in öfteren und regeren regelmäßigen Verkehr mit unsern Mitgliedern treten, sondern auch über die Zahl dieser hinaus auf weitere Kreise anregend und fördernd wirken können. Dies Organ sollen ‚Die Monatsblätter‘ sein, welche in Folge eines Abkommens mit der Firma F. Hessenland in Stettin auch als Beilage der ‚Ostsee-Zeitung‘ ausgegeben werden und so einem größeren Leserkreise zugänglich sein sollen. Wir beabsichtigen in den Monatsblättern hauptsächlich kleinere Aufsätze zur Geschichte und Alterthumskunde Pommerns, Berichte über bemerkenswerthe Funde, über den Zuwachs unseres Museums, über den Fortschritt der von der Gesellschaft unternommenen Arbeiten, Mittheilungen über die Gesellschaft selbst und ihre Sitzungen, eine möglichst vollständige Uebersicht über die pommersche Literatur, sowie Besprechung und Anzeigen der wichtigsten einschlagenden Schriften zu bringen.“